# HOMEスーパーJチャンネル
『HOMEスーパーJチャンネル』（ホームスーパージェイチャンネル）は、1997年3月31日から1999年4月2日まで広島ホームテレビで放送された夕方のローカルニュース番組である。
本ページでは、本番組の週末版（改題無し・広島ローカルパート）についても取り上げる。

## 概要
1997年3月31日、『HOMEステーションEYE』（『ステーションEYE』）の後番組としてスタート。同年10月4日からは週末版も『ステーションEYE』から『ANNスーパーJチャンネル』のタイトルに統一された。ただし、こちらは平日版とは異なり、「HOME」の冠が無かった。
平日版は『ひろしまVOICE』の放送開始によって1999年4月2日に終了したが、週末版はその後も放送され続けている。

### つなぎ番組としての放送
2023年3月24日の『5up!』の放送終了から4月3日の『ピタニュー』の放送開始までのつなぎ番組として、2023年3月27日 - 3月31日には『スーパーJチャンネル広島』というタイトルで16:39 - 16:45と18:15 -19:00（曜日により18:56）に広島県内のニュースを放送していた（出演：榮真樹または廣瀬隼也・小嶋沙耶香または渡辺美佳・野仲郁宏〈気象予報士〉）。ただし、3月30日（木曜日）は18:15 - 19:00に『カープ道 2023開幕直前生放送スペシャル』（出演：中島尚樹・前田智徳・吉弘翔・田中凌・尾関高文）を放送した。
番組フォーマットはテロップのデザインの他、テーマ曲も「開雲見日 ～スーパーJチャンネルのテーマ～」（ヒャダイン作曲）を使用するなど、2023年に放送されていた当時の『スーパーJチャンネル』のフォーマットに合わせた。18時台には『スーパーJチャンネル』の関東ローカルパートに加え、『newsおかえり』（朝日放送テレビ）、『News Park KSB』（瀬戸内海放送）など系列局で放送された特集企画も遅れネットで放送した。

## 放送時間
| 期間      | 期間      | 放送時間 (JST)                         | 放送時間 (JST)                              |
| 期間      | 期間      | HOMEスーパーJチャンネル                | スーパーJチャンネル（広島ローカルパート）   |
| --------- | --------- | -------------------------------------- | ------------------------------------------- |
| 1997.3.31 | 1997.9.26 | 月曜日 - 金曜日 17:58 - 19:00 （62分） | （放送無し、『HOMEステーションEYE』を放送） |
| 1997.9.29 | -         | 月曜日 - 金曜日 17:58 - 19:00 （62分） | 土曜日・日曜日 17:30 - 17:55 （30分）       |
| 1998.10.5 | 1999.4.2  | 月曜日 - 金曜日 18:30 - 19:00 （30分） |                                             |
| 1999.4.3  | 2000.3.26 | （放送終了、『ひろしまVOICE』を放送）  |                                             |
| 2000.4.2  | 2000.10.1 | （放送終了、『ひろしまVOICE』を放送）  | 日曜日 17:30 - 17:55 （25分）               |
| 2000.10.7 | 現在      | （放送終了、『ひろしまVOICE』を放送）  | 土曜日・日曜日 17:30 - 17:55 （25分）       |

### 補足
- 平日は1997年3月31日から1998年10月2日まで『スーパーJチャンネル』を内包。1998年10月5日からは『スーパーJチャンネル』終了後に放送。
- 土曜日は2000年4月1日から同年9月30日まで『検証ドキュメンタリー ザ・スクープ』放送のために休止。
- 天気予報は平日は内包、週末は独立番組として17:55から放送。

## キャスター

### HOMEスーパーJチャンネル
- 河野高峰
- 佐藤真由美

### スーパーJチャンネル（週末の広島ローカルパート）
- 中谷美佐子 ほか